# 菜農子弟學校

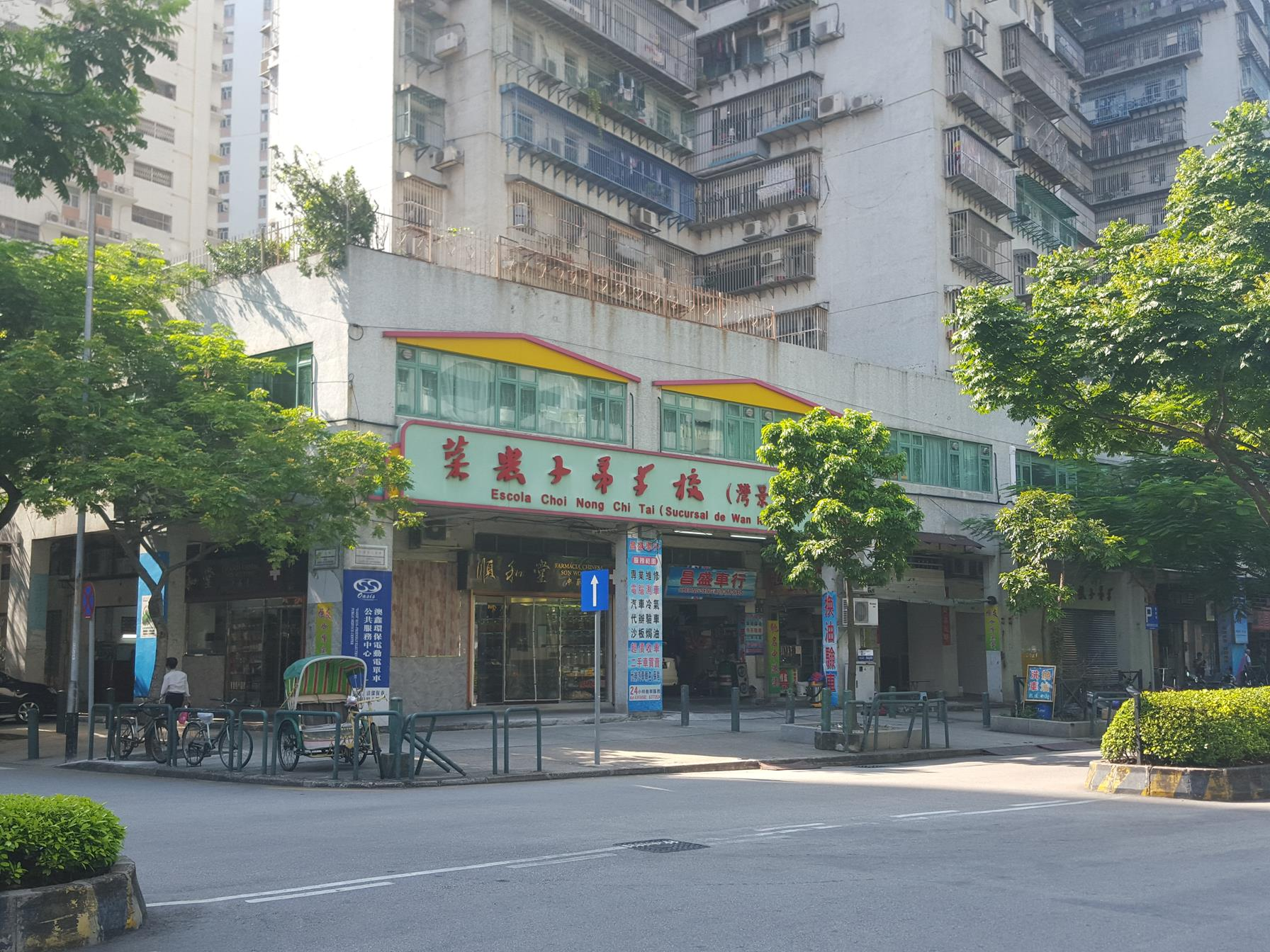
灣景分校

菜農子弟學校（葡萄牙語：Escola da Associação para Filhos e Irmãos dos Agricultores, em chinês Choi Nong Chi Tai Hoc Hau），簡稱菜農，建校於1956年，在澳門北區的草根階層合作下建立的，目前是北區名校之一。學校分別設有幼稚園、小學和中學。位於關閘馬路的校本部設小學及中學，位於看台街的分校（威龍分校）則設幼稚園，另於2013年位於永寧街再增設幼稚園另一分校（灣景分校）。

## 簡介
早在1950年代，澳門經濟不景，菜農們的生活相當困苦，大量兒童失學。菜農合群社時任社長江榮輝先生為了讓菜農子弟能有機會讀書，接受愛國主義教育，發動農友出錢出力，建簡陋的木屋作為校舍，在艱苦的條件下創辦菜農子弟學校。
辦校初期，只有兩個班，三位教師，九十二位學生。時至今天，已發展成為擁有高中、初中、小學及幼稚園的一所頗具規模的學校，2014/2015學年全體教職員工一百九十一人，學生總計逾二千三百名，共有七十個班。2007年中出現第一屆高三畢業生。
學校多年來亦要求學生做到「在家做個好孩子，在學校做個好學生，在社會做個好公民」，除了基本的課堂教育外，學校分別設有舞蹈、歌詠、書法、美勞、武術、戲劇、電腦、影片拍攝、毽球、羽毛球、田徑、園藝、管樂、數學等興趣組。
校內亦設有各種教學設施，如物理、生物化學實驗室、電腦室、多功能室、音樂室、美術室等特別教室。中學各班課室設有電腦、電子白板、投影機、實物投影機及光纖上網，而小學、幼稚園（灣景分校）各班課室則設有電腦、電子白板、投影機等，另小學還會在課堂上推行電子書，以利教學。

## 教學制度
菜農子弟學校設有中學部、小學部及幼稚園，幼稚園為三年制，小學為六年制，而中學則為「三三制」學制。高中一年級開始分別設有文組及理組，並且在高中一年級可選擇五科選修科（生物化學、經濟學、電腦應用、葡文、視覺藝術）之其中一科修讀。學校已加入政府免費教育網，為學生提供中小幼免費教育。

## 歷任校長
|   | 中文名稱   | 外文名稱 | 開始擔任日期 | 最後擔任日期 | 備註                 |
| - | ---------- | -------- | ------------ | ------------ | -------------------- |
| 1 | 江榮輝校長 |          |              |              | 退任後擔任校監一職   |
| 2 | 林顯富校長 |          |              |              | 榮休                 |
| 3 | 王國英校長 |          |              | 現在         | 曾參選澳門立法會選舉 |

## 學生會

學生會會徽

澳門菜農子弟學校學生會（英文簡稱CNSU），學生會於建校時已經成立，以往工作都是以學校老師為主導，於2001年起學生會由輔導老師侯錫球副校長帶領下，由學生作為主要骨幹成員成立。
學生會架構經多年來不斷改進，從最初只設有幹事會，發展至現在的會員代表大會、幹事會和監事會，直屬部門有《藤願》編輯委員會、風紀隊、棋樂社、科藝社。學生會亦於2006年起設立志願工作人員制，即學生會義工，在學生會舉辦活動時，可參與工作或協助。學生會亦會舉辦大型活動和比賽。

## MyCN.TV 校園電視台
澳門菜農子弟學校 MyCN.TV 電視台（英文簡稱MyCN.TV），校園電視台創立於 2010 年初，為學校提供多媒體影片教育節目。
其後，在2011年11月29日更設立 YouTube 頻道  （页面存档备份，存于） 提供學生比賽、才藝表演等直播。

## 校內刊物
- 苗圃 (小學)
- 藤願 (中學)
- 雛鳴集 (中學) (第一冊~第五冊)
- 菜農校園 (中學)

## 外部連結
- 菜農子弟學校 （页面存档备份，存于）